# 亮叶素馨
亮叶素馨（学名：Jasminum seguinii）为木犀科素馨属的植物，为中国的特有植物。分布于中国大陆的海南、贵州、云南、广西、四川等地，生长于海拔2,700米的地区，多生在山坡草地、溪边、灌丛及疏林中，目前尚未由人工引种栽培。

## 别名
亮叶茉莉（中国高等植物图鉴） 西氏素馨（植物分类学报） 大理素馨（海南植物志）

## 异名
- Jasminum seguinii Levl. var. latilobum Hand.-Mazz.